# Literatura en abjaso
La literatura en abjaso es la literatura en lengua abjasa hecha en Abjasia.
En 1864 el general barón Peter von Uslar, especialista en lenguas caucásicas, creó el alfabeto abjaso, a partir de un libro de historia sagrada escrita por un cura. En 1892 Dimitri Gulia y M. D. Machavariani adoptaron tanto el alfabeto cirílico como el coránico, en vez del georgiano para escribir el abjaso. En 1910 Gulia publicó el primer libro escrito en la lengua.
Haría falta esperar a la Revolución rusa para ver los primeros autores en lengua nativa, como Samson Chanba (1886–1937) con Majadzhiry (1920), Apsny Janym (1923) y Serdyk (1934); Dimitri Gulia (1874–1960), con la novela Kamachich (1940); Iua Kogonia (1903–1928), autor en 1924 de Abataa beslan, Navai y Mzauch i Khmydz; Mikhail Lakerbai (1901-1965), coeditor del diario Apsny Kapsh (Abjasia Roja) entre 1921-1925 y autor de los libros Alamysh (1959) y Danakai (1946). Bagrat Shinkuba (1917–2004) recogió las obras en Ialkaau Ifymtakua (1967). Levarska Kvitsinia (1912–1941) fue partisano y autor de Sharizan (1933) y Daur (1936). Ivan Papaskiri (1902–1980), político y autor de Temyr (1937). Ivan Tarba (1921–1994) con las novelas Un nombre bien conocido (1967) y El sol sale aquí (1968). V. V. Agrba escribió Temyr (1937).
También hay que destacar los escritos populares satíricos akh’dzyrtv’iu.    
El autor abjaso más conocido, el disidente Fazil Iskander (1929–2016), escribió en ruso Constelación Kozlotur (1966).